# Hromuha, Novoukraiinka
Hromuha (în ucraineană Громуха) este un sat în comuna Hannivka din raionul Novoukraiinka, regiunea Kirovohrad, Ucraina.

## Demografie
Componența lingvistică a localității Hromuha
     Ucraineană (87,63%)
     Română (9,28%)
     Rusă (3,09%)
Conform recensământului din 2001, majoritatea populației localității Hromuha era vorbitoare de ucraineană (87,63%), existând în minoritate și vorbitori de română (9,28%) și rusă (3,09%).